# Abax sodalis
Abax sodalis är en skalbaggsart som beskrevs av Leconte 1848. Abax sodalis ingår i släktet Abax och familjen jordlöpare. Inga underarter finns listade i Catalogue of Life.